# AMD Spider
La plataforma AMD Spider consiste en un conjunto de productos de AMD, incluyendo procesadores de la serie AMD Phenom X4 9000, GPUs ATI Radeon HD 3800 series, y la serie de AMD 7 chipset.